# Bhuj
Bhuj è una suddivisione dell'India, classificata come municipality, di 98 528 abitanti, capoluogo del distretto del Kutch, nello stato federato del Gujarat. Con l'agglomerato urbano raggiunge i 136 429 abitanti e questo fa rientrare la città nella classe I (da 100 000 persone in su).
Nel gennaio 2001 la città fu devastata da un terremoto di magnitudo 7.9 sulla scala Richter.

## Geografia fisica
La città è situata a 23° 16' 0 N e 69° 40' 0 E e ha un'altitudine di 109 m s.l.m..

## Società

### Evoluzione demografica
Al censimento del 2001 la popolazione di Bhuj assommava a 98 528 persone, delle quali 51 768 maschi e 46 760 femmine, mentre l'agglomerato urbano raggiungeva le 136 429 persone, delle quali 71 056 maschi e 65 373 femmine. L'agglomerato urbano è formato, oltre che dalla municipalità di Bhuj, anche da tre borgate (outgrowths) di nome Bhuj (omonima della municipalità), Mirjhapar (ma solo in parte) e Madhapar: la borgata di Bhuj aveva al 2001 4 109 abitanti (2 086 maschi e 2 023 femmine), Mirjhapar 5 354 (2 787 maschi e 2 567 femmine) e Madhapar 28 438 (14 415 maschi e 14 023 femmine).